# Xcloudgame
A XCloudgame é uma empresa de distribuição de jogos eletrônicos fundada em agosto de 2013. Sua sede está localizada em Pequim, China. A empresa inicialmente começou com a publicação do jogo Blood Strike, um jogo de engine flash compatível com navegador e  Facebook. O jogo atraiu diversos jogadores no Brasil através da sua inovação e acessibilidade.Após Blood Strike a empresa expandiu suas operações e continuou lançando novos jogos ao longo dos anos.
Em 2015 foi aberto escritório em São Paulo. A partir de 2015, o Grupo XCloud intensificou as operações no Brasil e américa latina. Sendo assim, o grupo XCloud, inicialmente uma publicadora de jogos, hoje é investidor de dois outros negócios no Brasil, sendo eles:
Linkme, uma agência de influenciadores onde conecta influenciadores com as marcas.
Xcloudstore, uma loja de gamers voltado para comunidade geek e gamer. Oferecendo diversas marcas como Gamemax, Razer, Redragons, Xfire, Exbom, etc.
Alguns títulos que a XCloudgame distribui incluem, por exemplo, Blood Strike, Zula e Naruto X. Recentemente lançou um jogo mobile para Android chamado Tecnofut.
A empresa participa de eventos da indústria de games e esporte eletrônico, como, por exemplo, a Brasil Game Show. A XCloudgame também organiza campeonato nacional do jogo Zula, com a equipe campeã participando da final mundial na Turquia com premiações de cem mil dólares.
Atualmente a XCloudgame tem lançado três jogos mobile, Tecnofut em outubro de 2018, Immortal Souls em abril de 2019 e Mestre Panda em junho de 2019. A empresa planeja lançar um quarto jogo mobile no futuro.

## Jogos
Atualmente a XCloudgame tem publicado os seguintes títulos no Brasil:

Zula  

Naruto Ultra 

Bleach X 

Dragon Ball 

Magic Campus 

Tale of Solaris 

Tecnofut 

Immortal Souls 

Mestre Panda 